# Ornella Oettl Reyes
Ornella Oettl Reyes (bis 2009 international Ornella Oettl; * 14. Dezember 1991 in München) ist eine deutsch-peruanische Skirennläuferin. 

## Karriere
Oettl Reyes erlernte das Skifahren im Alter von drei Jahren. Ihr internationales Renndebüt gab sie am 2. Dezember 2006 bei einem Juniorenrennen im Kaunertal, damals noch unter dem Namen Ornella Oettl und für den DSV startend. Zu Beginn der Saison 2009/10 wechselte Oettl Reyes im Hinblick auf die Olympischen Winterspiele 2010 zum peruanischen Skiverband. Sie spezialisierte sich auf die Disziplinen Slalom und Riesenslalom. 
Seit 2009 repräsentiert sie Peru bei internationalen Wettkämpfen und war Teil der ersten peruanischen Delegation bei den Olympischen Winterspielen 2010. Insgesamt nahm sie an drei Olympischen Spielen (2010, 2014 und 2022) sowie sieben Weltmeisterschaften teil. 
Bei den Spielen in Vancouver schied die damals erst 18 Jährige im Riesenslalom als auch im Slalom aus. Erfolgreicher verlief ihre erste Teilnahme bei Alpinen Skiweltmeisterschaften im darauffolgenden Jahr in Garmisch-Partenkirchen, im Riesenslalom belegte sie den 70. Platz.
Ihr bisher bestes Ergebnis bei einem internationalen Großereignis erreichte Oettl Reyes 2021 bei den Weltmeisterschaften in Cortina d’Ampezzo mit Rang 36 im Slalom. 
Bei der Eröffnungsfeier der Olympischen Spiele 2022 in Peking trug Ornella Oettl Reyes als Fahnenträgerin die Flagge Perus.
Abgesehen von internationalen Großereignissen startet Oettl Reyes hauptsächlich bei FIS-Rennen sowie diversen nationalen Meisterschaften in Europa.

## Privates
Oettl Reyes ist die Tochter eines Deutschen und einer Peruanerin, wodurch sie neben dem deutschen auch einen peruanischen Pass besitzt. Ihr jüngerer Bruder Manfred Oettl Reyes ist ebenfalls Skirennläufer. Neben ihrer sportlichen Karriere hat Ornella Oettl Reyes auch akademisch Leistungen erbracht. Sie absolvierte einen Master of Science in Angewandter Wirtschaft an der Universität Innsbruck und erweiterte ihr Wissen durch zusätzliche Ausbildungen an der Bundessportakademie Innsbruck. 
Sie unterstützt zudem soziale Projekte in Peru in enger Zusammenarbeit mit dem Snowboard Club Peru, um den Wintersport in ihrem Heimatland zu fördern.

## Erfolge

### Olympische Spiele
- Vancouver 2010: DNF Riesenslalom, DNF Slalom
- Sotschi 2014: 57. Riesenslalom, DNF Slalom
- Peking 2022: 44. Slalom, 46. Riesenslalom

### Weltmeisterschaften
- Garmisch-Partenkirchen 2011: 70. Riesenslalom, DSQ Slalom
- Schladming 2013: 65. Slalom, DSQ Riesenslalom
- Vail / Beaver Creek 2015: 71. Riesenslalom, DNF Slalom
- St. Moritz 2017: 68. Riesenslalom, DNF Slalom
- Åre 2019: 75. Riesenslalom, DNF Slalom
- Cortina d’Ampezzo 2021: 36. Slalom, DNF Riesenslalom
- Méribel 2023: 71. Slalom, DNF Riesenslalom

### South American Cup
- Eine Platzierung unter den besten 20

### Weitere Erfolge
- Eine Platzierung unter den besten 15 bei einem FIS-Rennen